# Gottschalck Lunte
Gottschalck Lunte (* vor 1500 wohl in Lübeck; † 16. Oktober 1532 ebenda) war ein Bürgermeister der Hansestadt Lübeck in der Wullenweber-Zeit.

## Leben
Lunte war Sohn des Lübecker Bürgers Erich Lunte. Gottschalck Lunte war Lübecker Stadthauptmann in der von Lübeck als Pfand gehaltenen Stadt Mölln und hatte als Schwiegersohn des 1501 verstorbenen Lübecker Bürgermeisters Hermann von Wickede Zugang zu den Kreisen des lübschen Patriziats. Als Mitglied des 64er-Ausschuss genannten Bürgerausschusses wurde er im August 1531 auf Veranlassung Wullenwebers in den Lübecker Rat gewählt. Im Rat wurde Lunte sogleich zu einem der vier Bürgermeister bestimmt. 1532 gehörte er den Lübecker Gesandtschaften unter Führung von Bürgermeister Joachim Gercken an, die im Januar in Neumünster und im Juli in Kopenhagen mit König Friedrich I. von Dänemark über den Ausschluss der Holländer vom Ostseehandel verhandelten.
Seine Frau Elisabeth verursachte 1533 nach dem Tod Luntes mit ihrer Hochzeit mit dem Militärführer Marx Meyer einen Skandal. Seine Tochter Dorothea heiratete den Ratsherrn Franz von Stiten. Lunte bewohnte in Lübeck das Haus Schildstraße 10.